# Li (nazwisko)

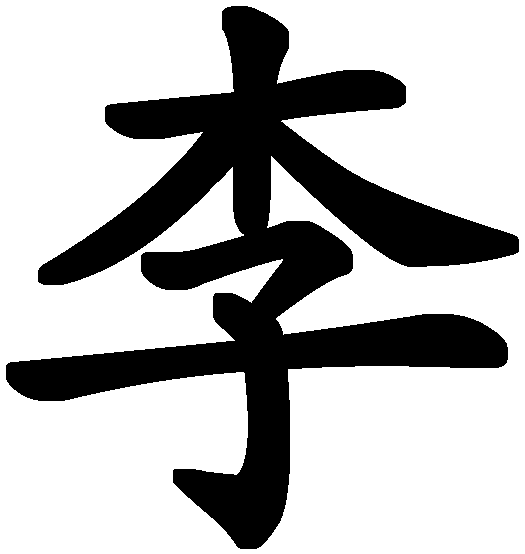
Chiński znak oznaczający Li

Li lub w zangielszczonej wersji Lee – transliteracja pewnej liczby chińskich nazwisk. Spośród nich nazwisko 李 (pinyin: Lǐ) jest najpopularniejszym nazwiskiem w Chinach i jednocześnie najpopularniejsze na całym świecie. 李 oznacza po chińsku śliwa. Nazwisko to nosi w sumie 108 milionów osób, z czego 103 miliony w samych Chinach i 5 milionów za granicą (dane na rok 2002). 
Nazwisko Li z Chin zostało zapożyczone przez Koreańczyków (transkrybowane zwykle jako Lee) i Wietnamczyków (po wietnamsku Lý).

## Historia
Nazwisko Li należy do nazwisk chińskich o stosunkowo krótkiej potwierdzonej historii. Pierwszą osobą o tym nazwisku opisaną w chińskich dziełach historycznych jest filozof Laozi, który według niektórych źródeł naprawdę miał nazywać się 李耳 Li Er. Niektórzy badacze twierdzą jednak, że wyraz Li Er w rzeczywistości pochodzi z języka starożytnego chińskiego państwa Chu, gdzie miał znaczyć tygrys i był przydomkiem totemicznym. Nazwisko Li stało się popularne dopiero w V wieku; nosili je cesarze dynastii Tang.
Według wersji legendarnej, pierwszym człowiekiem noszącym nazwisko Li był cesarz Zhuanxu, żyjący rzekomo przed rokiem 2000 p.n.e. Miał charakterystyczną cechę u nóg: cztery pierwsze palce u nóg miał bardzo proste, a ostatni – wykrzywiony do środka stopy. Jego syn, kolejny Li, odziedziczył tę cechę. Tylko te osoby o nazwisku Li, które posiadają tę szczególną cechę, miały być prawdziwymi spadkobiercami tego nazwiska i potomkami cesarza Zhuanxu.

## Znane osoby
- Li Er
- Ang Lee
- Li Ao
- Li Bai
- Bruce Lee
- Li Changchun
- Jet Li
- Li Si
- Li Xiannian
- Li Yang
- Li Yundi
- Joseph Needham
- Robert Lee Cross
- Li Na
- Li Qingyun